# Города Уральского федерального округа
По итогам Всероссийской переписи населения 2010 года в Уральском федеральном округе 115 городов, из них
- 2 города-миллионника,
- 1 крупнейший (население от 500 тыс. до 1 млн жителей),
- 5 крупных (население от 250 тыс. до 500 тыс. жителей),
- 8 больших (население от 100 тыс. до 250 тыс. жителей),
- 18 средних (население от 50 тыс. до 100 тыс. жителей),
- 82 малых (население менее 50 тыс. жителей).

Ниже приведён список всех городов с указанием населения по данным переписи.

## Курганская область
| # | Название  | Население | Основан | Статус города  | Герб |
| - | --------- | --------- | ------- | -------------- | ---- |
| 1 | Курган    | ↘302 354  | 1679    | 1782           |      |
| 2 | Шадринск  | ↘68 609   | 1644    | 1712—1733 1737 |      |
| 3 | Шумиха    | ↘16 264   | 1892    | 1944           |      |
| 4 | Куртамыш  | ↘14 806   | 1745    | 1919—1924 1956 |      |
| 5 | Далматово | ↘11 584   | 1644    | 1781—1924 1947 |      |
| 6 | Катайск   | ↘11 881   | 1655    | 1944           |      |
| 7 | Петухово  | ↘8502     | 1779    | 1944           |      |
| 8 | Щучье     | ↘8252     | 1750    | 1945           |      |
| 9 | Макушино  | ↘6827     | 1797    | 1963           |      |

## Свердловская область
Города-миллионники
- Екатеринбург ↘1 536 183[1] (2024 год)

Крупные города
- Нижний Тагил ↘330 507[3] (2024 год)

Большие города
- Каменск-Уральский ↘161 085[3] (2024 год)
- Первоуральск ↘111 751[3] (2024 год)

Средние города
- Асбест 68 914
- Берёзовский 51 583
- Верхняя Пышма 59 745
- Краснотурьинск 59 701
- Лесной 50 364
- Новоуральск 81 202
- Полевской 64 191
- Ревда 61 890
- Серов 99 381

Малые города
- Алапаевск 38 198
- Арамиль 14 227
- Артёмовский 33 136
- Богданович 30 678
- Верхний Тагил 11 839
- Верхняя Салда 46 240
- Верхняя Тура 9468
- Верхотурье 8815
- Волчанск 10 008
- Дегтярск 15 973
- Заречный 26 803
- Ивдель 17 764
- Ирбит 38 352
- Камышлов 26 875
- Карпинск 29 118
- Качканар 41 429
- Кировград 21 006
- Красноуральск 24 973
- Красноуфимск 39 762
- Кушва 30 166
- Михайловск 9854
- Невьянск 24 555
- Нижние Серги 10 347
- Нижняя Салда 17 610
- Нижняя Тура 21 997
- Новая Ляля 12 731
- Реж 38 213
- Североуральск 29 279
- Среднеуральск 20 445
- Сухой Лог 34 547
- Сысерть 20 485
- Тавда 35 415
- Талица 16 220
- Туринск 17 923

## Тюменская область
Крупнейшие города
- Тюмень ↗861 098[1] (2024 год)

Средние города
- Ишим 65 229
- Тобольск 100 000

Малые города
- Заводоуковск 25 657
- Ялуторовск 36 494

### Ханты-Мансийский автономный округ — Югра
Крупные города
- Нижневартовск 270 860
- Сургут 360 590

Большие города
- Нефтеюганск 126 157

Средние города
- Когалым 58 192
- Нягань 54 903
- Ханты-Мансийск 98 000

Малые города
- Белоярский 20 283
- Лангепас 41 675
- Лянтор 38 922
- Мегион 49 471
- Покачи 17 053
- Пыть-Ях 41 453
- Радужный 43 394
- Советский 26 434
- Урай 39 435
- Югорск 34 066

### Ямало-Ненецкий автономный округ
Большие города
- Новый Уренгой 115 092
- Ноябрьск 107 210

Малые города
- Губкинский 23 340
- Лабытнанги 26 948
- Муравленко 37 401
- Надым 47 360
- Салехард 46 552
- Тарко-Сале 20 372

## Челябинская область
Города-миллионники
- Челябинск 1 169 590

Крупные города
- Магнитогорск 408 401

Большие города
- Златоуст 174 985
- Копейск 137 604
- Миасс 151 856

Средние города
- Озёрск 82 268
- Троицк 78 637

Малые города
- Аша 31 916
- Бакал 20 953
- Верхнеуральск 9459
- Верхний Уфалей 30 504
- Еманжелинск 30 218
- Карабаш 13 151
- Карталы 29 136
- Касли 16 998
- Катав-Ивановск 17 640
- Коркино 38 608
- Куса 18 792
- Кыштым 38 950
- Миньяр 10 195
- Нязепетровск 12 452
- Пласт 17 344
- Сатка 45 184
- Сим 14 465
- Снежинск 48 896
- Трёхгорный 33 678
- Усть-Катав 23 586
- Чебаркуль 43 405
- Южноуральск 37 890
- Юрюзань 12 568